# Orville (Orne)

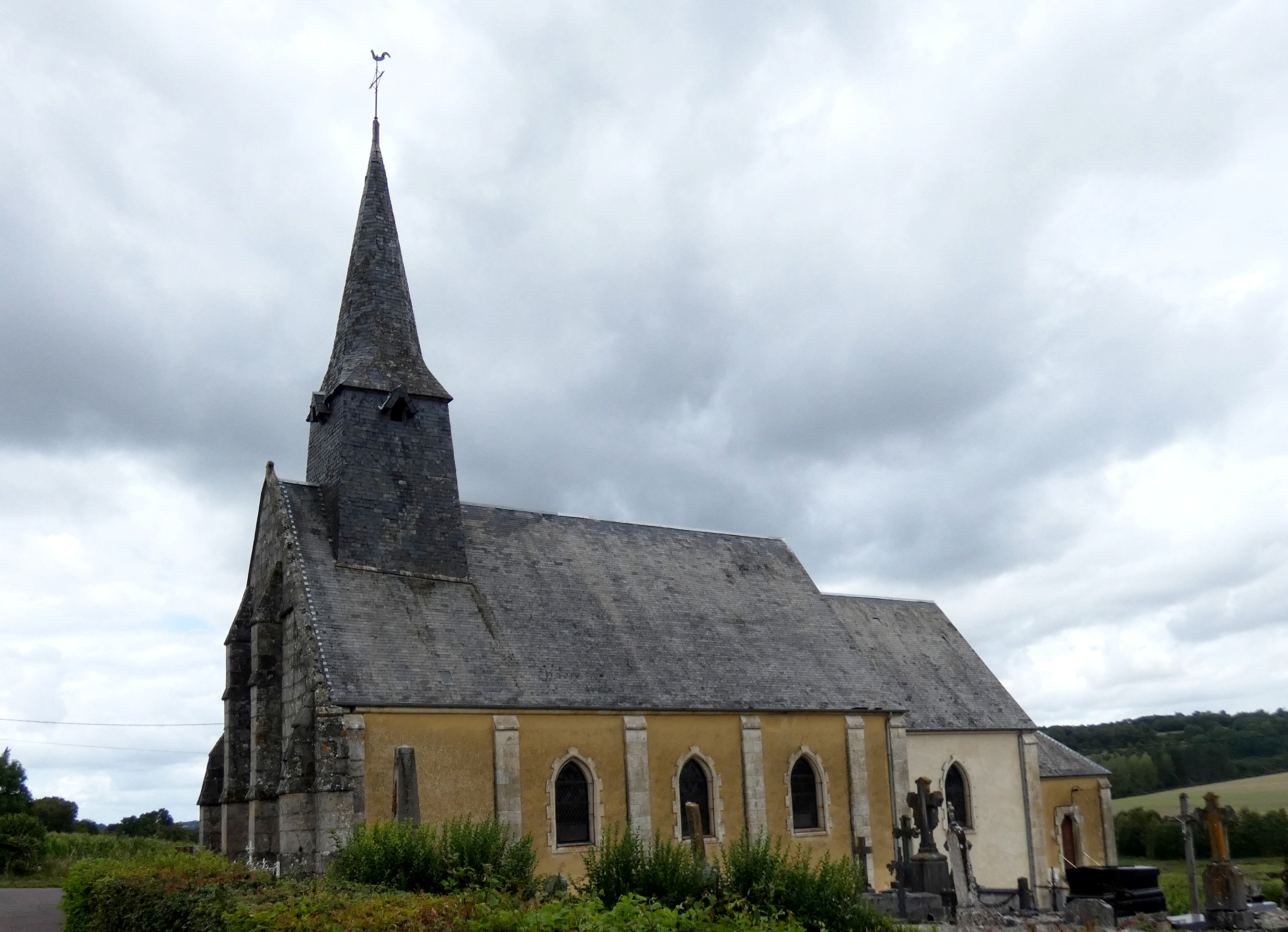
La Orville (Normandie, Frankreich). L’église Saint-Brice.

Orville ist eine Ortschaft und eine Commune déléguée in der französischen Gemeinde Sap-en-Auge mit 110 Einwohnern (Stand: 1. Januar 2022) im Département Orne in der Region Normandie.
Mit Wirkung vom 1. Januar 2016 wurden die bisherigen Gemeinden Le Sap und Orville zu einer Commune nouvelle mit dem Namen Sap-en-Auge zusammengeschlossen und haben in der neuen Gemeinde den Status einer Commune déléguée. Der Verwaltungssitz befindet sich im Ort Le Sap. Die Gemeinde Orville gehörte zum Arrondissement Argentan und zum Kanton Vimoutiers.

## Lage
Nachbarorte von Orville sind Guerquesalles und Ticheville im Nordwesten, Le Bosc-Renoult im Nordosten, Le Sap im Osten, Neuville-sur-Touques im Süden und Roiville im Südwesten.

## Bevölkerungsentwicklung
| Jahr      | 1962 | 1968 | 1975 | 1982 | 1990 | 1999 | 2008 | 2015 |
| --------- | ---- | ---- | ---- | ---- | ---- | ---- | ---- | ---- |
| Einwohner | 153  | 129  | 108  | 102  | 86   | 81   | 103  | 93   |